# 10月30日
10月30日（じゅうがつさんじゅうにち）は、グレゴリオ暦で年始から303日目（閏年では304日目）にあたり、年末まであと62日ある。

## できごと
- 1270年 - 第8回十字軍とチュニスの包囲が終了。
- 1485年 - イングランド王ヘンリー7世が戴冠。
- 1598年（慶長3年10月1日） - 慶長の役・泗川の戦い:島津義弘、泗川城で明・朝鮮軍を大破する。
- 1863年 - 3月30日にギリシャ国王に選出されたゲオルギオス1世がアテネに到着。
- 1864年 - 第二次シュレースヴィヒ＝ホルシュタイン戦争が終結。
- 1890年 - 「教育ニ関スル勅語」（教育勅語）発布[1]。
- 1905年（ユリウス暦10月17日） - ロシア第一革命: ロシア皇帝ニコライ2世が十月詔書に署名。
- 1918年 - 第一次世界大戦: オスマン帝国が連合国に降伏。（ムドロス休戦協定）
- 1922年 - イタリア王国首相に指名されたムッソリーニがファシスト党員とともにローマに入城。
- 1932年 - 熱海事件が発生。警察と共産党員の銃撃により警官2人が負傷、党員11人が検挙。非常時共産党が壊滅的打撃を受ける[2]。
- 1938年 - アメリカでオーソン・ウェルズが、HGウェルズの小説をもとに、火星人のニュージャージー侵攻を伝えるフェイクニュース『宇宙戦争』を放送。本物のニュースと勘違いされ、一部のリスナーが警察、新聞社、ラジオ局に電話をかける大パニックに[3]。
- 1941年 - 駆逐艦ラフィー_(DD-459)進水。
- 1944年 - ホロコースト: アンネ・フランクと姉のマルゴット・フランクがアウシュヴィッツからベルゲン・ベルゼンへ移送される。
- 1947年 - 国際貿易会議で23か国が「関税および貿易に関する一般協定」(GATT) に調印。
- 1950年 - 山口県若沖炭鉱（広義の宇部炭鉱）で海水流入事故。逃げ遅れた35人死亡[4]。
- 1952年 - 第4次吉田茂内閣が成立。
- 1954年 - 京都市伏見区深草藤森町で、火災現場に向かう消防車同士が正面衝突する事故。消防士、通行人3人死亡、8人重軽傷[5]。
- 1960年 - 北海道白糠町の明治鉱業庶路鉱業所でガス爆発事故が発生。作業員18人が死亡[6]。
- 1961年 - ソ連がノヴァヤゼムリャ上空で、史上最大の水爆実験（ツァーリ・ボンバ）を実施。
- 1962年 - 最高裁が吉田岩窟王事件の再審を決定。
- 1973年 - ボスポラス海峡に架かるボスポラス橋が完成。
- 1977年 - ハワイのアメリカ海兵隊員の宴会の席でトライアスロンが考案される。
- 1978年 - 京王新線が開通。
- 1982年 - プロ野球日本シリーズ第6戦(愛知県のナゴヤ球場にて)、西武ライオンズが9対4で中日ドラゴンズを破り、西武球団初の日本シリーズ制覇。西武黄金期の始まり
- 1987年 - NECホームエレクトロニクスが家庭用ゲーム機・PCエンジンを発売。
- 1993年 - 沖縄県ウリミバエ根絶宣言[7]。
- 1995年 - カナダ・ケベック州独立の是非を問う州民投票で、反対派が賛成派に辛勝（50.6%対49.4%）。
- 1996年 - 柳川喜郎御嵩町長が襲われ、頭蓋骨骨折の重傷を負う。（御嵩町長襲撃事件）
- 1999年 - 上信越自動車道が全線開通。
- 2000年 - シドニーオリンピックで金メダルを獲得した高橋尚子に国民栄誉賞が贈られる。
- 2000年 - 最後のMulticsマシンが停止される。
- 2005年 - 第二次大戦中のドレスデン爆撃により崩壊した聖母教会が再建され、聖別が行われる。
- 2013年 - ボストン・レッドソックスが1918年以来、95年ぶりに地元ボストンでワールドシリーズ優勝を決める[8]。
- 2017年 - バクー＝トビリシ＝カルス鉄道開通[9]。
- 2018年 - 韓国大法院、新日鉄住金に第2次大戦中の元朝鮮人工員への賠償を命ずる上告審を支持する判決を下し、賠償が確定[10]。
- 2018年 - ケプラー宇宙望遠鏡が燃料枯渇のため運用を終了[11]。
- 2020年 - トルコとギリシャの間のエーゲ海を震源とするマグニチュード7.0の大地震が発生[12]。
- 2022年 - プロ野球オリックス・バファローズが26年ぶりに日本一になる。
- 2024年 - ワールド・シリーズでロサンゼルス・ドジャースが4年ぶりに世界一になる。

## 誕生日

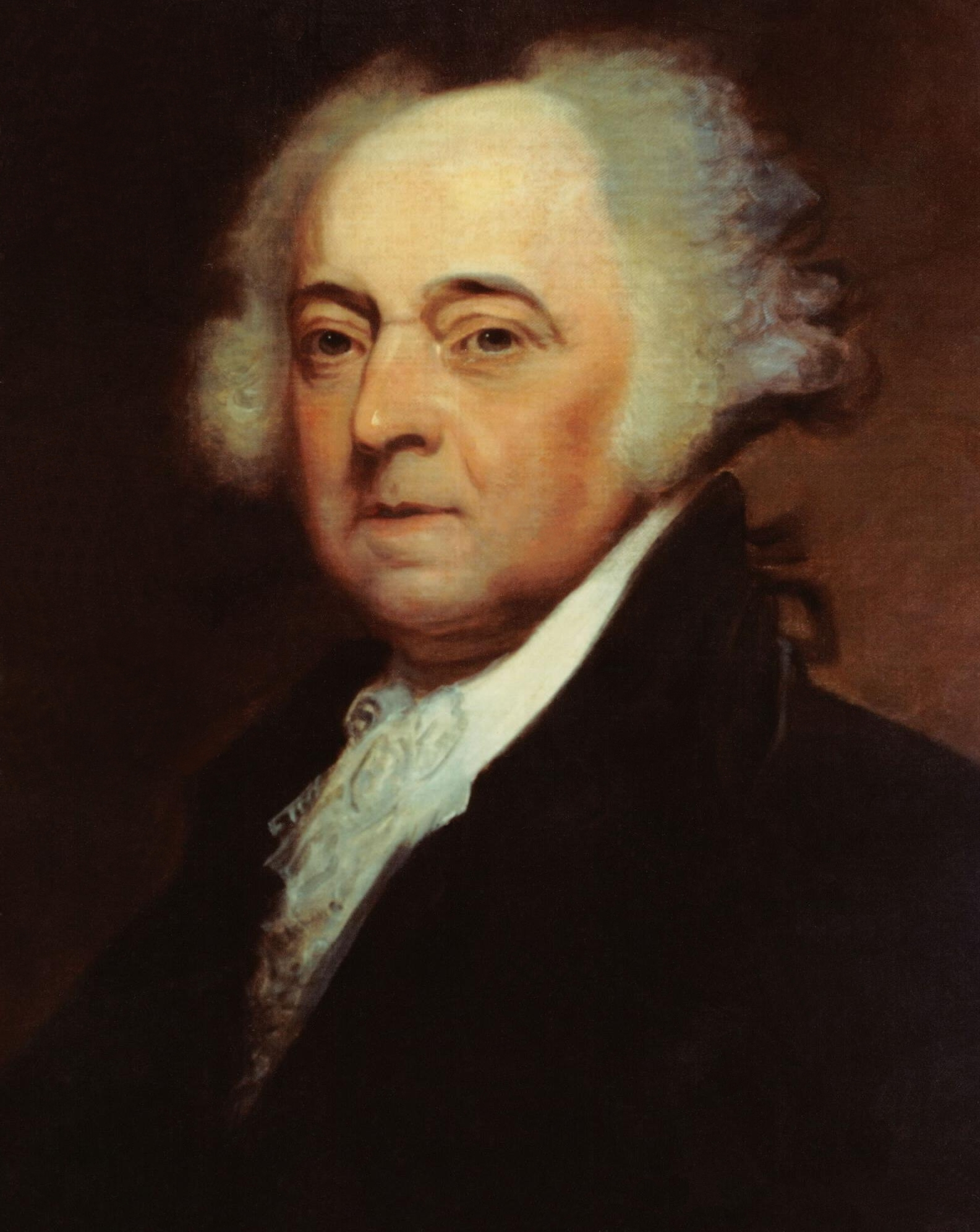
第2代アメリカ合衆国大統領ジョン・アダムズ(1735-1826)誕生。

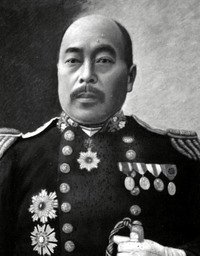
海軍軍人、医学者、高木兼寛(1849-1920)誕生。食事療法による脚気治療を提唱した。

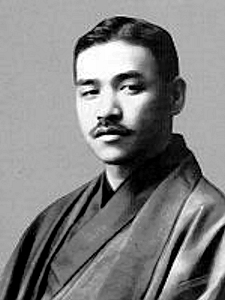
翻訳家、上田敏(1874-1916)誕生。

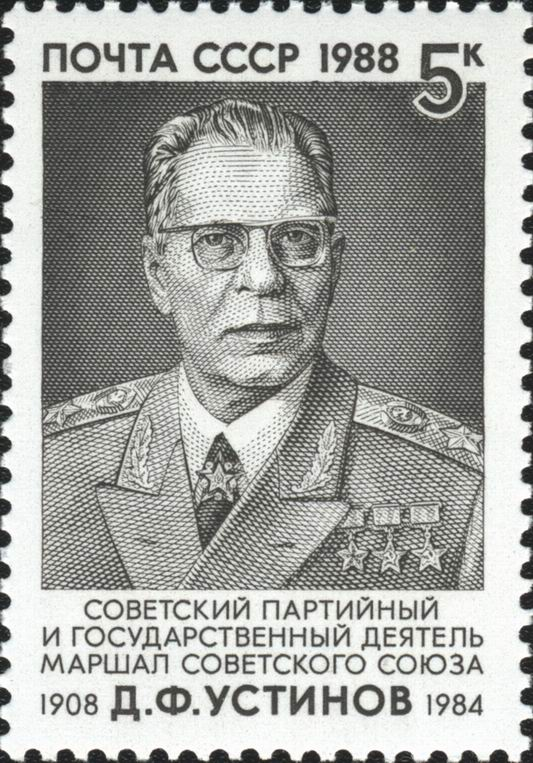
ソ連国防相、ドミトリー・ウスチノフ(1908-1984)誕生。冷戦時代のソ連軍事を支えた。

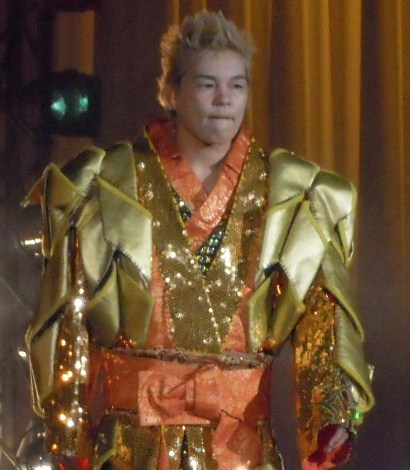
女子プロレスラー、神取忍(1964-)誕生。

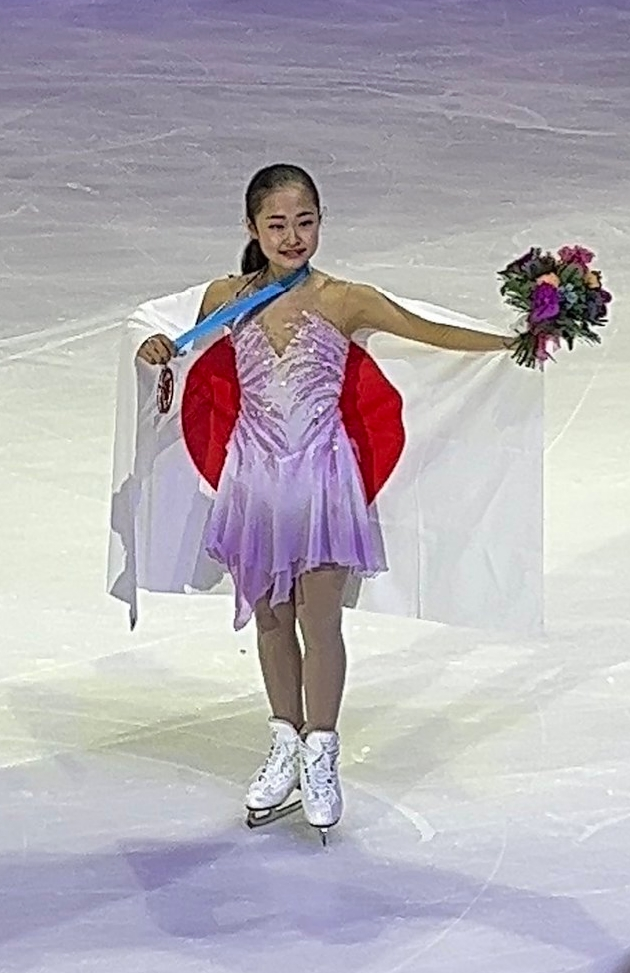
フィギュアスケート選手、島田麻央(2008-)誕生。

- 1218年（建保6年10月10日）- 仲恭天皇、第85代天皇（+ 1234年）
- 1513年 - ジャック・アミヨ、翻訳家、人文主義者 (+ 1593年)
- 1709年（宝永6年9月28日） - 織田信朝、第2代柏原藩主（+ 1737年）
- 1735年 - ジョン・アダムズ、政治家、第2代アメリカ合衆国大統領（+ 1826年）
- 1741年 - アンゲリカ・カウフマン、画家（+ 1807年）
- 1748年 - マーサ・ジェファーソン、アメリカ合衆国のファーストレディ（+ 1782年）
- 1751年 - リチャード・ブリンズリー・シェリダン、劇作家、政治家（+ 1816年）
- 1803年（享和3年9月15日） - 松平容衆、第7代会津藩主（+ 1822年）
- 1805年（文化2年9月9日） - 松平忠彦、第2代忍藩主（+ 1841年）
- 1818年（文政1年10月1日）- 元田永孚、熊本藩士、儒学者（+ 1891年）
- 1820年（文政3年9月24日） - 松平斉善、第15代福井藩主（+ 1838年）
- 1839年 - アルフレッド・シスレー、画家（+ 1899年）
- 1840年 - ウィリアム・グラハム・サムナー、学者（+ 1910年）
- 1849年（嘉永2年9月15日） - 高木兼寛、海軍軍人、医学者（+ 1920年）
- 1861年 - アントワーヌ・ブールデル、彫刻家（+ 1929年）
- 1862年 - フリードリヒ・マイネッケ、歴史家（+ 1954年）
- 1867年 - エド・デラハンティ、プロ野球選手（+ 1903年）
- 1868年（明治元年9月15日） - 大森房吉、地震学者（+ 1923年）
- 1871年 - ポール・ヴァレリー、詩人、批評家（+ 1945年）
- 1874年 - 上田敏、翻訳家、詩人（+ 1916年）
- 1887年 - ゲオルク・ハイム、詩人（+ 1912年）
- 1893年 - ローラント・フライスラー、ナチス・ドイツ人民法廷長官（+ 1945年）
- 1894年 - ピーター・ウォーロック、作曲家、音楽評論家（+ 1930年）
- 1896年 - アントニーノ・ヴォットー、指揮者（+ 1985年）
- 1898年 - ビル・テリー、プロ野球選手（+ 1989年）
- 1906年 - ジュゼッペ・ファリーナ、F1レーサー（+ 1966年）
- 1906年 - 須藤克三、教育者、児童文学者（+ 1982年）
- 1907年 - 平野謙、文芸評論家（+ 1978年）
- 1908年 - ドミトリー・ウスチノフ、政治家（+ 1984年）
- 1910年 - 第3代ロスチャイルド男爵ヴィクター・ロスチャイルド、銀行家、貴族院議員（+ 1990年）
- 1913年 - 富士正晴、小説家、詩人（+ 1987年）
- 1916年 - 戸田盛和、物理学者（+ 2010年）
- 1916年 - 小島一枝、水泳選手（+ 1992年）
- 1921年 - 荻原賢次、漫画家（+ 1990年）
- 1927年 - ジョン・マック、オーボエ奏者（+ 2006年）
- 1927年 - ジョー・アドコック、プロ野球選手（+ 1999年）
- 1930年 - クリフォード・ブラウン、ジャズミュージシャン（+ 1956年）
- 1931年 - ミルコ・ボボツォフ、チェス選手（+ 2000年）
- 1932年 - ルイ・マル、映画監督（+ 1995年）
- 1932年 - 小倉薫、元プロ野球選手
- 1934年 - フランス・ブリュッヘン、音楽家（+ 2014年）
- 1935年 - マイケル・ウィナー、映画監督（+ 2013年）
- 1935年 - アゴタ・クリストフ、作家（+ 2011年）
- 1935年 - 滝内弥瑞生、プロ野球選手（+ 2018年）
- 1935年 - ジム・ペリー、元プロ野球選手
- 1935年 - 小林和男、政治家（+ 2018年）
- 1936年 - 川田孝子、童謡歌手（+ 2021年）
- 1937年 - 東海林さだお、漫画家、エッセイスト
- 1937年 - クロード・ルルーシュ、映画監督
- 1939年 - グレイス・スリック、ミュージシャン（ジェファーソン・エアプレイン）
- 1939年 - リーランド・ハートウェル、生物学者
- 1941年 - 山本小鉄、プロレスラー（+ 2010年）
- 1945年 - 蜂谷薫、アナウンサー
- 1946年 - 宝亀克寿、声優
- 1947年 - ティモシー・シュミット、ミュージシャン（イーグルス）
- 1948年 - 大川栄策、演歌歌手
- 1948年 - ミッキー・リバース、元プロ野球選手
- 1950年 - 前田恵一、宇宙物理学者
- 1950年 - 夏夕介、俳優（+ 2010年）
- 1951年 - 金山仙吉、元プロ野球選手
- 1955年 - 鳴海丈、作家、脚本家
- 1955年 - 佐藤滋孝、元プロ野球選手
- 1956年 - 大平シロー、漫才師（+ 2012年）
- 1957年 - ジャッキー佐藤、プロレスラー（+ 1999年）
- 1957年 - 奥野敦子（イリア）、ミュージシャン（ジューシィ・フルーツ）
- 1958年 - 畠山智之、アナウンサー
- 1958年 - 西野智彦、ジャーナリスト
- 1958年 - 石川光久、アニメーションプロデューサー
- 1960年 - リー・タネル、元プロ野球選手
- 1960年 - 丸山一仁、元プロ野球選手
- 1960年 - ディエゴ・マラドーナ、元サッカー選手、指導者（+ 2020年）
- 1961年 - 長沢克泰、漫画家
- 1961年 - 西島義則、競艇選手
- 1962年 - 中馬賢治、元プロ野球選手
- 1963年 - トッド・サンド、フィギュアスケート選手
- 1964年 - 神取忍、プロレスラー
- 1964年 - 呂明賜、元プロ野球選手
- 1964年 - 日出郎、タレント、歌手
- 1964年 - テレンス・リー、軍事評論家
- 1964年 - 藤岡久美子、元タレント
- 1965年 - 森友嵐士、ミュージシャン、シンガーソングライター（T-BOLAN）
- 1965年 - レッド吉田、お笑い芸人（TIM）
- 1965年 - 打越忠夫、元陸上競技選手、指導者
- 1967年 - 笹野みちる、ミュージシャン（東京少年）
- 1967年 - 小島弘務、元プロ野球選手
- 1967年 - 桑田靖子、歌手、タレント
- 1968年 - 清春、ミュージシャン（黒夢、SADS）
- 1968年 - 舟木幸、俳優
- 1968年 - 杉江松恋、ライター・文芸評論家・書評家
- 1970年 - 伊藤智仁、元プロ野球選手
- 1971年 - 川﨑義文、元プロ野球選手
- 1971年 - 金翰秀、元プロ野球選手
- 1971年 - 門倉貴史、エコノミスト
- 1972年 - サミ・ウケリ、コンサルタント、大使
- 1973年 - シルビア・コルソ、ニュースキャスター
- 1973年 - 小松亮太、バンドネオン奏者
- 1973年 - エッジ、プロレスラー
- 1974年 - マーティン・ヘンリクソン、ミュージシャン
- 1975年 - マルコ・スクータロ、元プロ野球選手
- 1975年 - ジャビット・バイラミ、K-1選手
- 1976年 - 大橋マキ、アナウンサー
- 1976年 - 桜木ジェイアール、バスケットボール選手
- 1976年 - 三上亮、ヴァイオリニスト
- 1978年 - ルイス・マトス、元プロ野球選手
- 1978年 - 中冨伸一、オートバイレーサー
- 1978年 - 小関英吾、オートバイレーサー（+ 2013年)
- 1979年 - 仲間由紀恵、女優
- 1979年 - 東風万智子、女優
- 1979年 - Happy だんばら、ラジオパーソナリティ
- 1980年 - 鬼束ちひろ、シンガーソングライター
- 1980年 - 杉内俊哉、元プロ野球選手
- 1980年 - チェ・ホンマン（崔洪万）、総合格闘家
- 1980年 - 福田衣里子、政治家
- 1980年 - YUFUKO、ファッションモデル
- 1980年 - クレイグ・アンダーソン、元プロ野球選手
- 1981年 - 中沢健、作家、芸人
- 1981年 - イヴァンカ・トランプ、実業家、ソーシャライト
- 1981年 - チョン・ジヒョン、ファッションモデル、女優
- 1981年 - 長手絢香、タレント（元ココナッツ娘。）
- 1981年 - 仙台エリ、声優
- 1981年 - 小沼みのり、フリーアナウンサー
- 1982年 - ジョナサン・アルバラデホ、元プロ野球選手
- 1982年 - アンダーソン・エルナンデス、プロ野球選手
- 1984年 - シェーン・ロビンソン、プロ野球選手
- 1985年 - 澤野ひとみ、ファッションモデル
- 1986年 - 相馬圭祐、俳優
- 1987年 - 阿久津加菜、元声優
- 1987年 - 内山夕実、声優
- 1988年 - 階戸瑠李、女優、モデル（+ 2020年）
- 1989年 - ナスティア・リューキン、体操選手
- 1990年 - 水谷駿、俳優、歌手、タレント
- 1990年 - 吉田茉以、タレント（9nine）
- 1990年 - 松本美星、タレント
- 1990年 - 土田慎、政治家
- 1991年 - ベック、モデル、タレント
- 1993年 - マーカス・マリオタ、アメリカンフットボール選手
- 1994年 - 春野杏、声優
- 1995年 - 松井裕樹、プロ野球選手
- 1995年 - 若井友希、声優、歌手、アイドル（i☆Ris）
- 1995年 - 松田るか、女優
- 1995年 - 藤本万梨乃、フジテレビアナウンサー
- 1995年 - 福田成美、元タレント、元フリーアナウンサー
- 1996年 - 大矢梨華子、元歌手、元アイドル（元ベイビーレイズJAPAN）
- 1996年 - 佐藤勝利、歌手、俳優（timelesz）
- 1996年 - 譜久村聖、歌手（元モーニング娘。）
- 1996年 - 坪井ミサト、タレント、女優
- 1996年 - デビン・ブッカー、バスケットボール選手
- 1996年 - エイジ、YouTuber（アバンティーズ）（+ 2019年）
- 1996年 - 岡本直也、プロ野球選手
- 1997年 - 神宮寺勇太、歌手、俳優（Number_i、元King & Prince）
- 1998年 - 田村芽実、アイドル（元アンジュルム）
- 1998年 - 古橋舞悠、歌手、タレント、アイドル（元アイドリング!!!31号）
- 1998年 - 池田美優、ファッションモデル
- 2000年 - 橋本涼、アイドル（HiHi Jets）
- 2000年 - 宮﨑想乃、アイドル（元HKT48）
- 2001年 - 砂田晟弥、陸上競技選手
- 2002年 - 松田迅、アイドル（INI）
- 2002年 - 安杜羽加、アイドル（いぎなり東北産）
- 2008年 - 島田麻央、フィギュアスケート選手
- 生年不詳 - 鈴木卓朗、声優
- 生年不詳 - 空見ゆき、声優
- 生年不詳 - 咲々木瞳[13]、声優
- 生年不明 - ビッグバン・ベリー、プロレスラー
- 生年非公表 - てつや、YouTuber（東海オンエア）

## 忌日

### 人物
- 1522年 - ジャン・ムートン、作曲家（* 1459年?）
- 1611年 - カール9世、ヴァーサ王朝スウェーデン国王（* 1550年）
- 1626年 - ヴィレブロルト・スネル、天文学者、数学者（* 1580年）
- 1654年（承応3年9月20日） - 後光明天皇、第110代天皇（* 1633年）
- 1664年（寛文4年9月12日） - 南部重直、第2代盛岡藩主（* 1606年）
- 1730年 - アントニオ・チフロンディ、画家（* 1656年）
- 1732年 - ヴィットーリオ・アメデーオ2世、サルデーニャ王（* 1666年）
- 1772年 - カール・イェルーザレム、法学者（* 1747年）
- 1790年（寛政2年9月23日） - 柄井川柳、川柳の祖（* 1718年）
- 1796年（寛政8年9月30日） - 牧野貞長、江戸幕府老中、京都所司代、笠間藩主（* 1733年）
- 1816年 - フリードリヒ1世、ヴュルテンベルク王（* 1754年）
- 1823年 - エドモンド・カートライト、実業家、発明家（* 1743年）
- 1863年（文久3年9月18日） - 芹沢鴨、新選組筆頭局長（* 1827年）
- 1863年（文久3年9月18日） - 平山五郎、新撰組副長助勤（* 1829年）
- 1883年 - ローベルト・フォルクマン、作曲家（* 1815年）
- 1903年 - 尾崎紅葉、小説家、俳人（* 1867年）
- 1910年 - アンリ・デュナン、国際赤十字創始者（* 1828年）
- 1912年 - ジェームズ・S・シャーマン、第27代アメリカ合衆国副大統領（* 1855年）
- 1916年 - ピーター・ドッヅ・マコーミック、オーストラリアの国歌「アドヴァンス・オーストラリア・フェア」作者（* 1834年?）
- 1923年 - アンドルー・ボナー・ロー、イギリス首相（* 1858年）
- 1928年 - ロバート・ランシング、アメリカ合衆国国務長官（* 1864年）
- 1930年 - 豊田佐吉、発明家、豊田自動織機創業者（* 1867年）
- 1933年 - 平福百穂、日本画家（* 1877年）
- 1941年 - 谷口尚真、第18代連合艦隊司令長官（* 1870年）
- 1945年 - 堀口九萬一、外交官、随筆家（* 1865年）
- 1953年 - カールマーン・イムレ、作曲家（* 1882年）
- 1953年 - レオニード・クロイツァー、ピアニスト（* 1884年）
- 1960年 - ジョージ・ボンハーグ、陸上競技選手（* 1882年）
- 1961年 - ルイージ・エイナウディ、政治家、第2代イタリア大統領（* 1874年）
- 1967年 - ジュリアン・デュヴィヴィエ、映画監督（* 1896年）
- 1968年 - ラモン・ノヴァロ、俳優（* 1899年）
- 1975年 - グスタフ・ヘルツ、物理学者（* 1887年）
- 1977年 - 野尻抱影、随筆家、天文研究家（* 1885年）
- 1979年 - ラケーレ・グイーディ、イタリア指導者ムッソリーニの妻（* 1890年）
- 1981年 - 能見正比古、血液型性格分類の普及者（* 1925年）
- 1984年 - 森有一、俳人、日本画家（* 1898年）
- 1985年 - 北裏喜一郎、実業家（* 1911年）
- 1985年 - 斎藤隆介、作家（* 1917年）
- 1990年 - 石川恒太郎、歴史学者（* 1900年）
- 1994年 - フランク・コギンス、元プロ野球選手（* 1944年）
- 1995年 - 河北倫明、美術評論家（* 1914年）
- 1995年 - 上杉隆憲、米沢上杉家16代目当主、元東京都児童会館長（* 1917年）
- 1997年 - サミュエル・フラー、映画監督（* 1911年）
- 2000年 - 2代目神田山陽、講談師（* 1909年）
- 2002年 - 陸奥イアン陽之助、ジャーナリスト、映画監督（* 1907年）
- 2002年 - アリキ・ディプララコウ、モデル（* 1912年）
- 2002年 - ジャム・マスター・ジェイ、ラッパー（Run-D.M.C.）（* 1965年）
- 2003年 - フランコ・ボニゾッリ、テノール歌手（* 1938年）
- 2004年 - 南條範夫、小説家（* 1908年）
- 2005年 - アル・ロペス、プロ野球選手（* 1908年）
- 2005年 - 葉室鐵夫、水泳選手（* 1917年）
- 2006年 - 白川静、漢文学者（* 1910年）
- 2006年 - 木下順二、劇作家（* 1914年）
- 2006年 - クリフォード・ギアツ、文化人類学者（* 1926年）
- 2007年 - ジョン・ウッドラフ、陸上競技選手（* 1915年）
- 2007年 - ロバート・グーレ、歌手、俳優（* 1933年）
- 2008年 - 村井勉、実業家、元朝日麦酒社長、元JR西日本会長（* 1918年）
- 2008年 - 上田耕一郎、政治家（* 1927年）
- 2009年 - クロード・レヴィ＝ストロース、社会人類学者、民族学者（* 1908年）
- 2009年 - ハウィー・シュルツ、元MLB選手、プロバスケットボール選手（* 1922年）
- 2009年 - 佐川美代太郎、漫画家、絵本作家（* 1923年）
- 2009年 - 大野幸太郎、殺陣師、大野剣友会創立者（* 1933年）
- 2009年 - クリスティナ・ペレイラ、ビーチバレー選手（* 1968年）
- 2010年 - エドワード・カーペンティア、プロレスラー（* 1926年)
- 2010年 - 高本研一、ドイツ文学者、翻訳家、東京都立大学名誉教授（* 1927年)
- 2010年 - 野沢那智、声優（* 1938年）
- 2010年 - ハリー・ムリシュ、小説家（* 1927年）
- 2011年 - 楠山春樹、中国古典研究者、早稲田大学名誉教授（* 1922年）
- 2012年 - 藤本義一、作家（* 1933年）
- 2012年 - レベウス・ウッズ、建築家・芸術家、アンビルト・アーキテクト（* 1940年）
- 2013年 - 藤井常世、歌人（* 1940年）
- 2014年 - 三浦光世、歌人、元三浦綾子記念文学館館長（* 1924年）
- 2014年 - ボブ・ガイゲル、プロレスラー（* 1924年）
- 2014年 - 大内順子、モデル、ファッション評論家、ファッションジャーナリスト（* 1934年）
- 2014年 - 小田久栄門、テレビプロデューサー、元テレビ朝日映像社長、元BS朝日社長（* 1935年）
- 2015年 - 松本旭、俳人、国文学者、埼玉大学名誉教授（* 1918年）
- 2015年 - 斎藤寮、ラグビー選手・監督（* 1926年）
- 2015年 - メル・ダニエルズ、バスケットボール選手、バスケットボール殿堂（* 1944年）
- 2015年 - 戸井田稔、俳優（* 1952年）
- 2016年 - 宗藤尚三、随筆家、牧師、教育者（* 1927年)
- 2016年 - 小林正彦、実業家、芸能プロモーター、元石原プロモーション専務（* 1936年）
- 2017年 - 茅幸二、化学者、慶應義塾大学名誉教授、分子科学研究所名誉教授、総合研究大学院大学名誉教授（* 1936年）
- 2017年 - 金柱赫（キム・ジュヒョク）、俳優（* 1972年）
- 2018年 - 金庸、小説家（* 1924年）
- 2018年 - ジェームズ・ジョセフ・バルジャー、ギャング首領、受刑者（* 1929年）
- 2018年 - 森川俊夫、ドイツ文学者、一橋大学名誉教授（* 1930年）
- 2018年 - 水野良太郎、イラストレーター、漫画家、エッセイスト（* 1936年）
- 2019年 - 西田通弘、実業家、元本田技研工業副社長（* 1923年）
- 2019年 - バーナード・スレード、劇作家、脚本家（* 1930年）
- 2019年 - 山本昌平、俳優、声優、ナレーター（* 1938年）
- 2020年 - メスト・ユルマズ、政治家、第48・53・55代トルコ首相（* 1947年）
- 2020年 - ノビー・スタイルズ、サッカー選手（* 1942年）
- 2021年 - 松山幸雄、ジャーナリスト、元朝日新聞論説主幹（* 1930年）
- 2021年 - 佐藤正人、オートレーサー（* 1970年）
- 2022年 - 荒川正昭、内科医、元新潟大学学長、元大学入試センター理事長（* 1936年）
- 2022年 - 桑山博之、政治家、元岡山県津山市長（* 1941年）
- 2022年 - 清水良英、女優、声優（* 1943年）
- 2022年 - 金元雄、政治活動家、政治家、元光復会会長（* 1944年）
- 2022年 - 聖悠紀、漫画家（* 1949年）
- 2023年 - フランク・ハワード、元プロ野球選手、監督（* 1936年）
- 2023年 - 羽鳥光俊、電子情報通信工学者、東京大学名誉教授（* 1938年）
- 2024年 - 曺恵貞（チョ・ヘジョン）、バレーボール選手、指導者（* 1953年）
- 2024年 - 坂井寿美江、女優、声優（* 1945年）

### 人物以外（動物など）
- 2013年 - オレハマッテルゼ、競走馬（+ 2000年）

## 記念日・年中行事
- たまごかけごはんの日（ 日本）
2005年のこの日に島根県雲南市で開かれた「第1回日本たまごかけごはんシンポジウム」において制定。
- 初恋の日（ 日本）
島崎藤村ゆかりの宿である長野県小諸市の中棚荘が制定。1896年（明治29年）、島崎藤村が『文学界』46号に『こひぐさ』の一編として初恋の詩を発表。毎年、初恋をテーマとした「初恋はがき大賞」等のイベントがある。
- 香りの記念日（ 日本）
1992年のこの日、石川県七尾市で第7回国民文化祭「世界香りのフェアIN能登」が開催され、それを記念し制定される。
- 世界のウチナーンチュの日（ 日本）
2016年の同日に閉会した第6回世界のウチナーンチュ大会の閉会式に制定が宣言された。
- 教育勅語発布の日（ 日本）
1890年（明治23年）のこの日発布された「教育ニ関スル勅語」は終戦まで教育の基本になった。
- 健康に役立つ咀嚼の日（ 日本）
2024年この日、10月は食欲の秋で、健康のためには一口（10）で30回咬むことが推奨されていることから10月30日を記念日にと制定。「小西デンタルクリニック」小西康三が申請。